# Step pustynny
Step pustynny – jest to pozbawiona krzewów i większości roślin pół-równina, pokryta piaskiem, podobnym do pustynnego. W przeciwieństwie do pustyni, wysokości względne są tam bardzo małe.